# Árborg
Árborg é o maior município do sul da Islândia.

Em 1998, quatro comunas - Eyrarbakki, Sandvíkurhreppur, Selfoss e Stokkseyri - aprovaram a fusão originando este novo pequeno município de Árborg, com uma população total de 7 7000 pessoas (2008). 
A área do município é de 158 km² e tem uma densidade populacional de 41,3 hab/km².
Selfoss é a maior cidade do Município de Árborg.